# Antonio Lampecco
Antonio Alberto Lampecco (Minucciano, 1932 - 10 augustus 2019) was een Belgisch keramist. Hij staat bekend om zijn ronde bolvormige vazen.
De Italiaan verhuisde samen met zijn gezin in 1949 naar Maredsous, alwaar hij de Belgische nationaliteit verwierf. Later opende Lampecco een eigen atelier in Maredret.
Hij exposeerde zowel in binnen- als buitenland in belangrijke steden zoals Florence, Parijs en Lissabon. Zijn keramiekwerken leverden enkele gouden medailles op. 
Enkele werken van zijn hand zijn te vinden in het Keramiekmuseum van Andenne.
- RKD-Nederlands Instituut voor Kunstgeschiedenis: 47707